# Stade Louis-Philippe-Gaucher
Le stade Louis-Philippe Gaucher est le plus grand aréna de la région de Saint-Hyacinthe au Québec (Canada). Il a depuis les temps de la crise économique accueilli de nombreux événements sportifs, dont les prouesses du Laser de Saint-Hyacinthe et les Jeux du Québec d'hiver en 2005. L'architecture du Stade est assez particulière. Tout d'abord, la devanture extérieure est décorée de sculpture de joueurs de hockey, encastrées dans la façade de l'édifice. L'intérieur est aussi particulier, le plafond est fait de bois et de métal, ce qui donne un cachet ancien au stade. Les bancs sont faits en bois et sont assez raides comparativement aux nouveaux amphithéâtres. Les gradins et escaliers sont aussi en bois.
Le stade est au cœur du terrain de l'Exposition agricole de Saint-Hyacinthe. À la fin juillet, chaque année, les manèges, les artisans, les producteurs agricoles se réunissent pour exposer leurs produits et divertir les visiteurs. Le Stade se transforme alors en arène pour les concours de jugement d'animaux, de défilé de chevaux et autres.

## Événements importants
- Avril 1997 : Tournage du film Les Boys[4].
- Hiver 2005 : Jeux du Québec d'hiver (ouverture, fermeture et divers sports)
- Décembre 2001 : Match des étoiles de la Ligue de hockey midget AAA[5]

## Bannières
- 1 Martin Brodeur (Laser de Saint-Hyacinthe)
- 30 Hugues Laliberté